# Sara Lazarus
| Sara Lazarus                              | Sara Lazarus                              |
| Kattints az alábbi külső linkek egyikére! | Kattints az alábbi külső linkek egyikére! |
| ----------------------------------------- | ----------------------------------------- |
| Nem található szabad kép.(?)              |                                           |
| külső link · jogvédett                    | Sara Lazarus                              |

Sara Lazarus (Wilmington, 1962. április 1. –) Franciaországban élő amerikai énekesnő.

## Pályakép
Sara Lazarus a Delaware állambeli Wilmingtonban született. Musicaleken keresztül fedezte fel a dzsesszhez yaló vonzódását még egészen fiatalon. Nyolcéves korától tsnult zongorázni. Ezután megtanult tenorszaxofonozni. Szülővárosában a főiskolája zenekarában játszott. 16 évesen tenorszaxofonosként és énekesként csatlakozott az American Youth Jazz Bandhez. Ezzel az együttessel turnézott Európában, aminek betetőzése 1980-ban a Montreux-i Jazz Fesztivál volt.
Tanulmányait Harvard Egyetemen végezzett el angol irodalomból. Belépett az egyetem dzsesszzenekarába is. A Down Beat Magazintól − félig tréfásan − a „Legjobb egyetemi szintű dzsesszszólista” címet kapta. Tanulmányai befejezése után Sara Lazarus Franciaországba költözött, és számos európai fesztiválon vett részt. Olyan zenészekkel lép fel, mint Alain Jean-Marie, Jacky Terrasson, Manuel Rocheman, Franck Amsallem, Dominique Lemerle, Riccardo Del Fra, Gilles Naturel, Andrea Michelutti.
1994-ben első díjat nyert a Thelonious Monk nemzetközi versenyen. A díjátadó gálán Herbie Hancock, Ron Carter, Grady Tate, Kenny Burrell, Jimmy Heath és Clark Terry társaságában dzsemmelt.
2000 novemberében részt vett Patrice Caratini koncertén, amelynek középpontjában Cole Porter zenéje volt. A 2007-ben kiadta az „It's All Right with Me” című cigánydzsessz lemezét.

## Albumok
- Give Me the Simple Life (Dreyfus, 2005)
- It's All Right With Me (Dreyfus, 2007)
- Discover: Sara Lazarus (Dreyfus, 2008)

### Sara Lazarus Quintet
From Billie Holiday to Sarah Vaughan: 

ezt az amerikai párizsi nőt minden zenésztársa Franciaország egyik legjobb énekesének tartja. Hangjai túláradó őszinteséggel közelítenek mindegyikünk érzékenysége felé. Sara ráérzései olyanok, mint az örömre való felhívás: ez maga a dzsessz „Örömódája”.

## Díjak
- 1994: Thelonious Monk Institute of Jazz